# 40e division d'infanterie (France)
Pour les articles homonymes, voir 40e division.
La 40e division d'infanterie (40e DI) est une division d'infanterie de l'Armée de terre française qui a participé à la Première Guerre mondiale et à la Seconde Guerre mondiale.

## Les chefs de la40edivisiond'infanterie
- 15 juillet 1894 : général Florentin
- 9 novembre 1897 - 12 décembre 1900 : général Tournier
- 13 janvier 1901 - 29 janvier 1904 : général Lelorrain
- 5 février 1904 - 9 janvier 1908 : général Lelong
- 26 janvier 1908 - 30 mai 1911 : général Perruchon
- 16 juin 1911 : général Brun d'Aubignosc
- 14 mai 1912[réf. souhaitée] - août 1914 : général Hache[1]
- 25 août 1914 - décembre 1916 : général Leconte[1]
- 17 décembre 1916 - septembre 1917 : général Bernard[1]
- 16 septembre 1917 - 23 août 1919[réf. souhaitée] : général Laignelot[1]
- 23 août 1919 - 11 janvier 1921 : général Génin

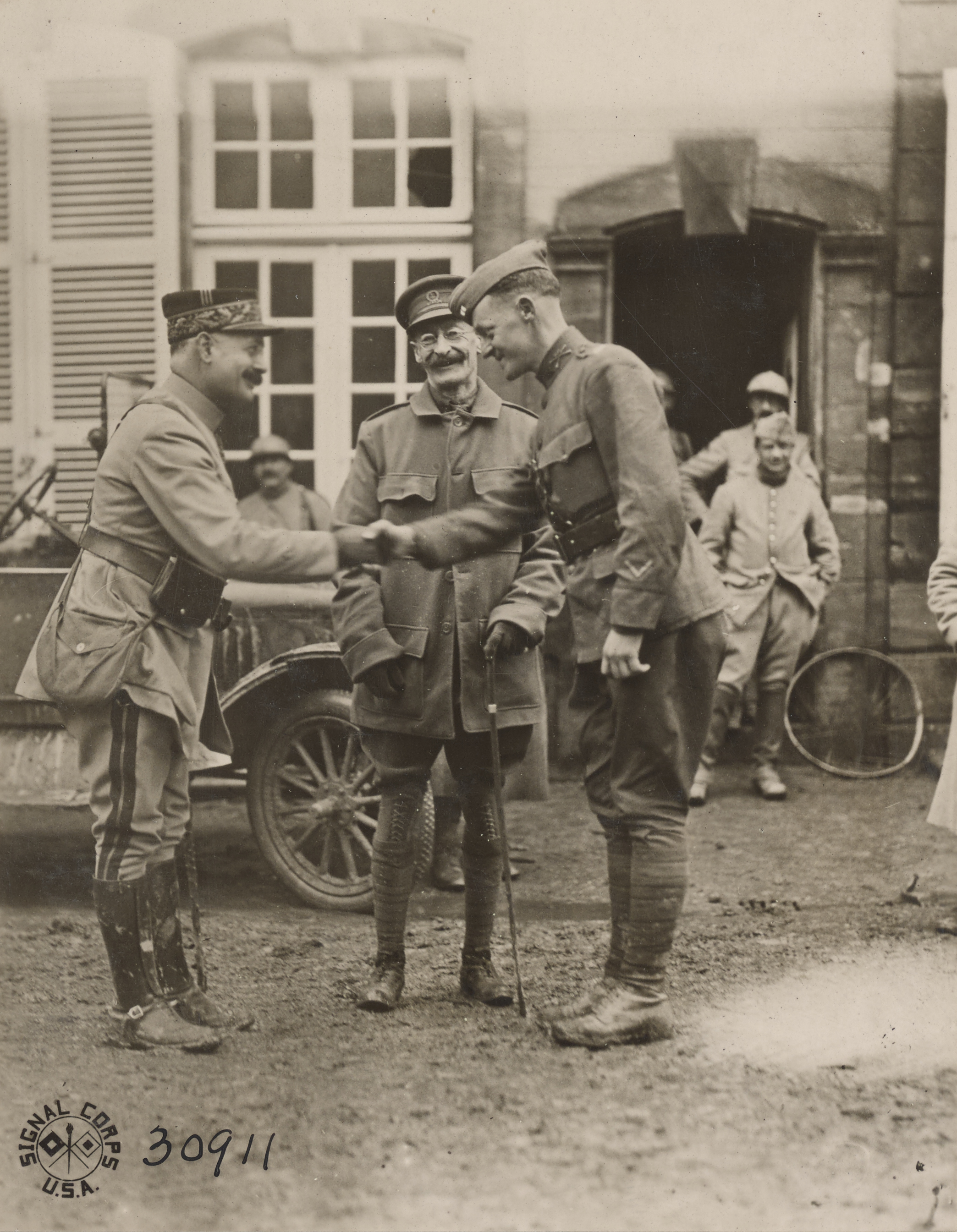
Le général Laignelot, commandant la, saluant un officier américain, au château de Frénois le 9/11/1918.

- 9 février 1921 - 11 juillet 1924 : général Nayral Maurin de Bourgon
- 11 juillet 1924 - 4 mai 1929 : général Sérot Almeras Latour[2]
- mai 1940 - juin 1940 : général Duron

## Avant 1914

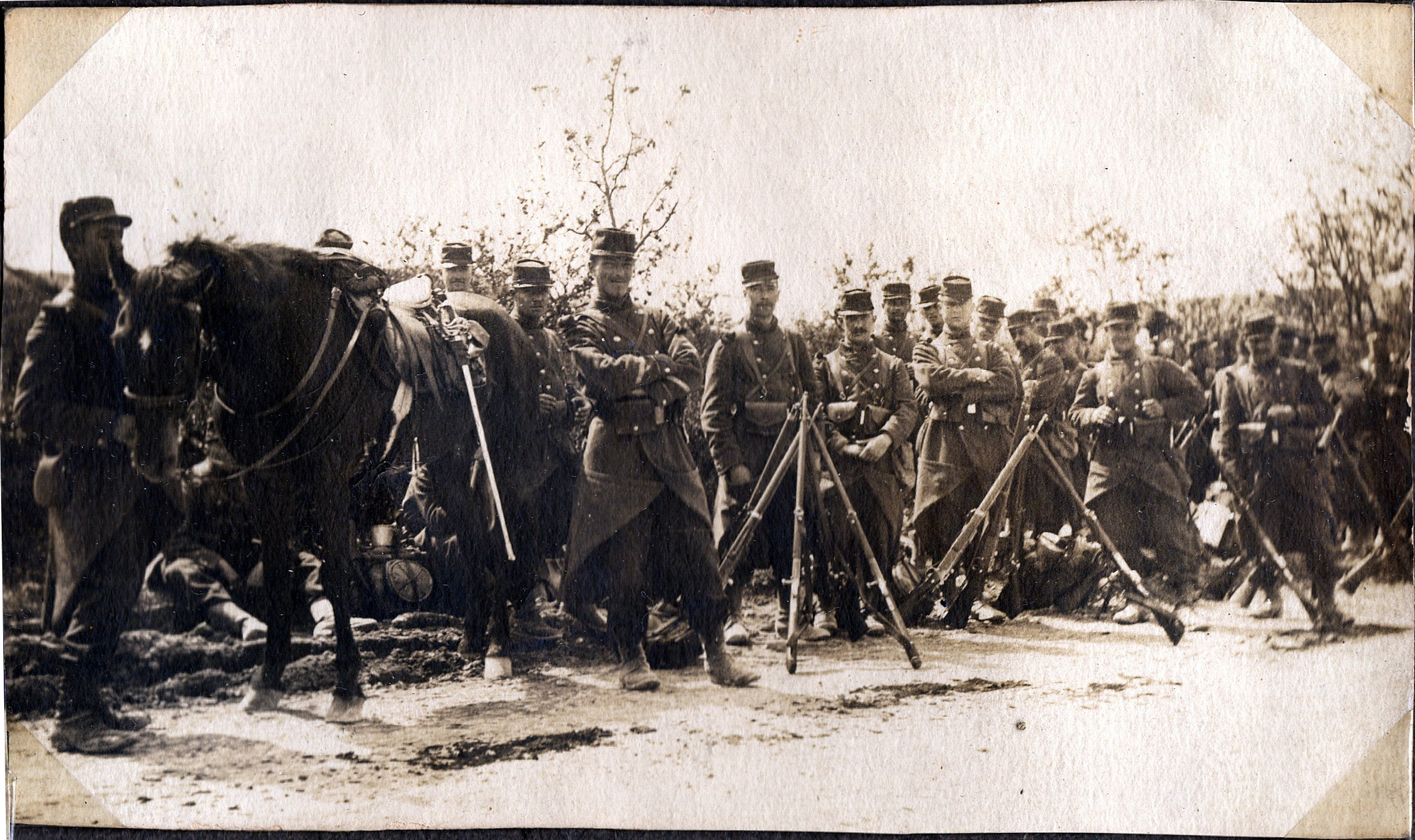
Soldats du en manœuvres, 1905.

La division est créée par décision du 15 décembre 1891. Son quartier général est à Saint-Mihiel et elle est rattachée au 6e corps d'armée. La division est composée de deux brigades :
- 79e brigade d'infanterie (Verdun) : 
  - 147e régiment d'infanterie
  - 148e régiment d'infanterie
- 80e brigade d'infanterie (Saint-Mihiel) : 
  - 150e régiment d'infanterie
  - 161e régiment d'infanterie

Les 25e et 26e bataillons de chasseurs à pied rejoignent la 80e brigade en janvier 1892.

## Première Guerre mondiale

### Composition au cours de la guerre
- Infanterie[4] :

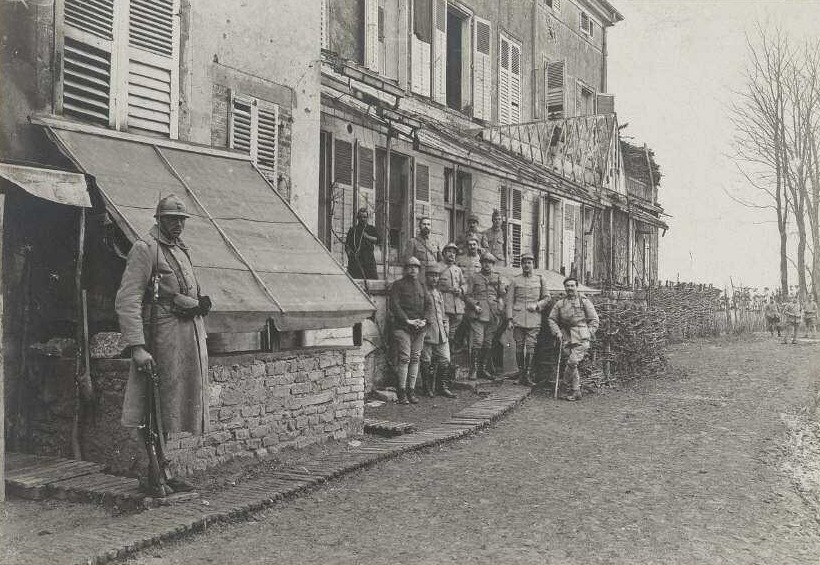
Poste de commandement d'un bataillon du dans un château de Port-sur-Seille, mars 1918.

  - 25e bataillon de chasseurs à pied d'août 1914 à juin 1915 (transféré à la 127e DI)
  - 26e bataillon de chasseurs à pied d'août 1914 à janvier 1915 (transféré à la 12e DI puis à la 127e DI en juin 1915)
  - 29e bataillon de chasseurs à pied d'août 1914 à juin 1915 (transféré à la 127e DI)
  - 154e régiment d'infanterie d'août 1914 à décembre 1916 (transféré à la 165e DI)
  - 155e régiment d'infanterie d'août 1914 à décembre 1916 (transféré à la 165e DI)
  - 150e régiment d'infanterie d'août 1914 à novembre 1918
  - 161e régiment d'infanterie d'août 1914 à novembre 1918
  - 304e régiment d'infanterie d'octobre 1914 à décembre 1914 (en provenance de la 54e DI et transféré à la 67e DI)
  - 251e régiment d'infanterie de décembre 1916 à novembre 1918 (en provenance de la 68e DI)
  - Bataillon de pionniers du 145e régiment d'infanterie territoriale d'août à novembre 1918
- Cavalerie[4] :
  - 2 escadrons du 10e régiment de dragons de janvier 1915 à janvier 1917
  - 1 escadron du 20e régiment de chasseurs à cheval de janvier 1917 à novembre 1918
- Artillerie[4] :
  - 3 groupes de 75 du 40e régiment d'artillerie de campagne d'août 1914 à novembre 1918
  - 104e batterie de 58 du 46e régiment d'artillerie de campagne de juillet 1916 à janvier 1918
  - 101e batterie de 58 du 40e régiment d'artillerie de campagne de janvier à novembre 1918
  - 5e groupe de 155 C du 132e régiment d'artillerie lourde de juillet à novembre 1918
- Génie[4] :
  - compagnie 6/2 du 9e régiment du génie

L'infanterie est initialement constituée de deux brigades (79e et 80e), regroupées dans une infanterie divisionnaire unifiée en novembre 1916.

### Historique

#### 1914
- 31 juillet - 14 août : Mobilisée dans la 6e région. Concentration sur Flirey ; couverture dans la région Pont-à-Mousson, Thiaucourt[5].
- 14 - 21 août : mouvement vers la région de Vigneulles-lès-Hattonchâtel, puis vers celle de Fresnes-en-Woëvre[5].
- 21 - 25 août 1914 : offensive par Bouligny, jusque sur la Crasnes. Engagée dans la Bataille des Ardennes[5].
  - 22 août : combats vers Fillières, Ville-au-Montois, et Mercy-le-Haut.
- 25 août - 6 septembre : repli à l'ouest de la Meuse, par Chaumont-devant-Damvillers et Charny. À partir du 27 août, occupation des passages de la Meuse, vers Cumières et Drillancourt[5].
  - 31 août : mouvement vers Romagne-sous-Montfaucon. À partir du 1er septembre, continuation du mouvement de repli, par Ivoiry et Rampont, vers Érize-la-Petite.
- 6 - 20 septembre : engagée dans la 1re Bataille de la Marne[5].
  - 6 – 14 septembre : Bataille de Revigny : combats dans la région Deuxnouds-devant-Beauzée, Courcelles-sur-Aire, Neuville-en-Verdunois. À partir du 14 septembre, poursuite, par Souilly et Belleray, jusqu'au nord de Verdun, vers Gremilly et Ville-devant-Chaumont ; puis stabilisation.
- 20 septembre - 17 décembre : retrait du front et mouvement, par Eix, vers Troyon-sur-Meuse ; engagée aussitôt dans la région Lamorville, Seuzey, puis stabilisation et occupation d'un secteur vers Maizey et Seuzey[5].
  - 16 - 17 novembre : attaques françaises.
- 17 décembre 1914 - 9 janvier 1915 : retrait du front ; repos vers Souilly[5].

#### 1915
- 9 janvier - 7 juillet : mouvement par étapes vers Vienne-le-Château, par Villers-en-Argonne ; à partir du 12 janvier, occupation d'un secteur vers Bagatelle et l'ouest de la route de Vienne-le-Château à Binarville (guerre de mines)[6] :
  - 29 janvier : attaque allemande au bois de la Gruerie
  - 7 février : nouvelles attaques allemandes vers Bagatelle. En mars, avril et mai, actions réciproques répétées.
  - 20 et 21 juin : violente attaque allemande de part et d'autre de la route de Binarville à Vienne-le-Château, et contre-attaques françaises.
  - 30 juin : attaque allemande vers Bagatelle, contre-attaques françaises.
  - 3 juillet : front réduit, à droite, jusqu'au nord de la Houyette.
- 7 - 14 juillet : retrait du front ; repos au sud de Sainte-Menehould[6].
- 14 juillet - 11 août : mouvement vers le front. Tenue prête à intervenir, pendant les attaques françaises des 14 et 15 juillet, au nord de Vienne-le-Château. À partir du 17 juillet, occupation d'un secteur vers le Four de Paris et la Fontaine aux Charmes[6] :
  - 2 août : attaque allemande vers la Fontaine aux Charmes.
- 11 - 29 août : retrait du front et transport par VF de Sainte-Menehould dans la région de Jâlons : repos[6].
- 29 août - 25 septembre : mouvement vers le front ; puis, à partir du 31 août, occupation d'un secteur au nord de Saint-Hilaire-le-Grand : préparatifs d'attaque[6].
- 25 septembre - 30 décembre : engagée du 25 septembre au 6 octobre dans la seconde bataille de Champagne  violents combats au nord de Saint-Hilaire-le-Grand, puis occupation et organisation du terrain conquis[6].

#### 1916
- 30 décembre 1915 - 21 février 1916 : retrait du front. Repos vers Matougues, puis vers Sarry ; instruction. À partir du 10 février : mouvement vers la région de Mourmelon-le-Grand ; travaux[6].
- 21 - 29 février : transport par VF vers Somme-Tourbe et occupation d'un secteur vers Tahure et la Courtine[6].
- 29 février - 15 mars : retrait du front : instruction vers Somme-Vesle. À partir du 8 mars : transport par camions dans la région de Verdun[7].
- 15 mars - 8 avril : engagée dans la Bataille de Verdun, entre la Meuse et Béthincourt (le Mort-Homme) : nombreuses actions locales[7].
- 8 - 22 avril : retrait du front, repos vers Ippécourt. (Des éléments, en secteur dès le 15, participent, le 20 avril, à l'attaque sur le bois des Corbeaux.)[7]
- 22 avril - 1er mai : occupation du secteur la Meuse, la Hayette (Bataille de Verdun)[7]
  - 29 et 30 avril : attaques françaises au nord de Cumières.
- 1er - 23 mai : retrait du front (éléments laissés en ligne jusqu'au 5 mai) ; repos dans la région de Combles[7].
- 23 mai - 2 juin : réoccupation du secteur la Meuse, la Hayette (Bataille de Verdun)[7]
  - 23, 24, 29 et 30 mai : violentes attaques allemandes sur le Mort-Homme.
- 2 - 20 juin : retrait du front (éléments laissés en ligne jusqu'au 7 juin); repos vers Combles. À partir du 13 juin, transport par camions dans la région de Void ; repos[7].
- 20 juin - 3 août : mouvement vers le front ; occupation d'un secteur entre Saint-Agnant et la Meuse[7].
- 3 - 21 août : retrait du front ; transport par VF de la région de Void, dans celle de Baccarat. À partir du 7 août, occupation d'un secteur entre la Chapelotte et la vallée de la Vezouze[7].
- 21 août - 20 septembre : retrait du front et mouvement vers le camp de Saffais ; repos et instruction. À partir du 10 septembre, transport par VF de la région Blainville-sur-l'Eau, Bayon, Charmes, dans celle de Conty ; repos et instruction vers Hardivillers[7].
- 20 septembre - 18 octobre : mouvement vers le front. Engagée, à partir du 30 septembre, dans la Bataille de la Somme, vers Frégicourt et le bois de Saint-Pierre-Vaast[7].
  - 1er, 3 et 4 octobre : attaques françaises sur le bois de Saint-Pierre Vaast.
  - 7 - 15 octobre : progression et prise de Sailly.
  - 17 octobre : attaque allemande sur Sailly.
- 18 octobre - 5 novembre : retrait du front ; repos vers Gournay-en-Bray[8].
- 5 - 17 novembre : transport par camions vers le front. Engagée à nouveau, à partir du 7, dans la Bataille de la Somme, vers Saillisel et le nord de Rancourt[8].
  - 6 et 10 novembre : attaques françaises sur Saillisel ; le 11 novembre, prise de Saillisel.
  - 15 novembre : attaque allemande.
- 17 - 24 novembre : retrait du front ; repos au nord de Poix[8].
- 24 novembre - 26 décembre : transport par VF dans la région de Château-Thierry : repos. À partir du 7 décembre, instruction au camp de Dravegny[8].

#### 1917
- 26 décembre 1916 - 28 janvier 1917 : transport par VF dans la région de Sainte-Menehould, et, à partir du 29 décembre, occupation d'un secteur entre l'Aisne et Maisons de Champagne[8].
- 28 janvier - 14 avril : retrait du front ; mouvement par étapes, par Vanault-les-Dames, vers Avize et Ville-en-Tardenois ; repos, instruction et travaux préparatoires à l'offensive[8].
- 14 - 22 avril : mouvement vers Châlons-le-Vergeur et occupation d'un secteur entre Sapigneul et l'Aisne[8].
  - 15 avril : Bataille du Chemin des Dames, attaque de la cote 108 et du mont de Sapigneul.
- 22 avril - 14 mai : retrait du front ; repos vers Romigny[8].
- 14 mai - 6 juin : mouvement vers Châlons-le-Vergeur ; puis, à partir du 17 mai, occupation d'un secteur dans la région Berry-au-Bac, la Miette[8].
- 6 juin - 21 juillet : retrait du front, puis mouvement, par Montmort, vers le camp de Mailly ; repos et instruction. À partir du 8 juillet, transport par VF vers Maxey-sur-Vaise et Vaucouleurs : repos et instruction[8].
- 21 juillet - 7 août 1917 : transport par camions dans la région de Verdun ; occupation d'un secteur vers Damloup et le bois de Caurières[9].
- 7 - 27 août : retrait du front ; repos et instruction vers Dugny-sur-Meuse[9].
- 27 août - 24 septembre : occupation d'un secteur vers l'ouest de Beaumont et le bois des Fosses. Éléments engagés le 8 septembre (2e offensive de Verdun)[9].
- 24 septembre - 15 octobre : retrait du front ; repos vers Maxey-sur-Vaise et Vaucouleurs. À partir du 4 octobre, mouvement par étapes vers le camp de Bois l'Évêque ; repos et instruction[9].

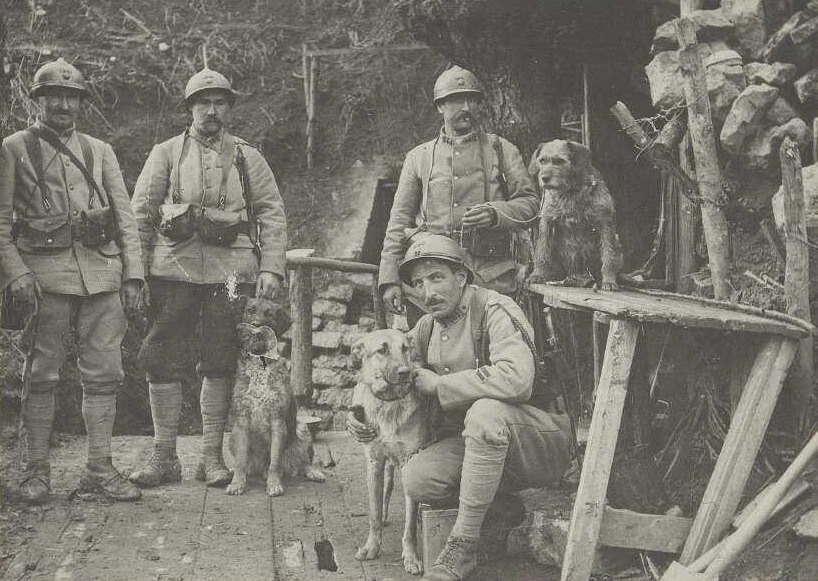
Chiens de tranchée du 1er bataillon du au boyau Poincaré, près de Lesménils, mars 1918.

- 15 octobre 1917 - 23 mai 1918 : transport par camions vers le front, puis occupation d'un secteur vers Clémery et le Bois-le-Prêtre[9].

#### 1918
- 23 - 28 mai : retrait du front ; repos vers Blénod-lès-Toul et Maron[9].
- 28 mai - 20 juillet : transport par VF vers Épernay. À partir du 29 mai, engagée, au fur et à mesure des débarquements, dans la 3e Bataille de l'Aisne (au nord de Fleury-la-Rivière et vers la montagne de Reims). Résistance à l'offensive allemande au sud-ouest de Reims ; stabilisation du front vers Champlat-et-Boujacourt et Cuisles[9].
  - 6 juin : nouvelle attaque allemande repoussée dans cette région. À partir du 15 juillet, engagée dans la 4e Bataille de Champagne : résistance aux offensives allemandes vers le bois du Roi, Fleury-la-Rivière, Cuchery et Baslieux-sous-Châtillon.
- 20 juillet - 21 août : retrait du front et repos dans la région de Pleurs ; puis, à partir du 25 juillet, transport par VF dans celle de Charmes ; repos et instruction[9].
- 21 août - 15 octobre : mouvement vers le front ; occupation d'un secteur vers Bezange-la-Grande et Brin[10].
- 15 - 26 octobre : retrait du front ; puis repos vers Rosières-aux-Salines. À partir du 19 octobre, transport par camions dans la région de Possesse ; repos et instruction[10].

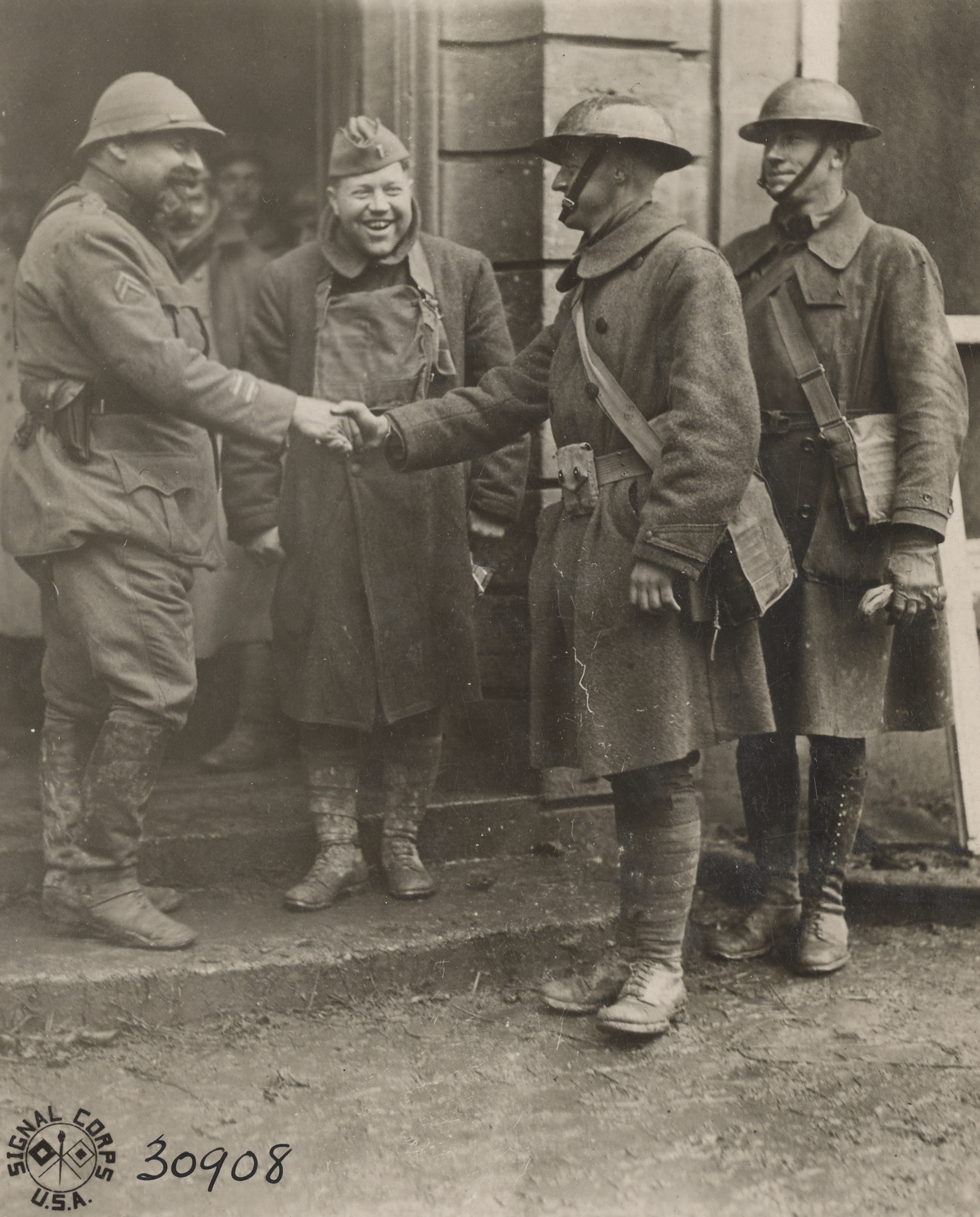
Le 8/11/1918, le lieutenant-colonel Deville, commandant le de la, rencontre des officiers du d'infanterie américain (américaine), avant leur entrée commune dans la ville de Sedan.

- 26 octobre - 11 novembre : mouvement, par Hans et Bourcq, vers Vouziers. À partir du 30 octobre, participation à l'offensive. Engagée, vers Vouziers et Condé-lès-Vouziers, jusqu'au 5 novembre, dans la Bataille du Chesne et de Buzancy, puis, jusqu'au 11, dans la Poussée vers la Meuse (poursuite vers Sedan), se trouve vers Sedan au moment de l'armistice[10].

### Rattachements
- Affectation organique :
  - 6e CA d'août 1914 à janvier 1915[1]
  - 32e CA de janvier 1915 à novembre 1918[1]
- 1re armée
  - 13 juin 1916 – 3 janvier 1917
  - 6 – 11 juin 1917

5 janvier – 26 mars 1918
- 2e armée
  - 8 mars – 13 juin 1916
  - 8 juillet – 24 septembre 1917
- 3e armée
  - 2 août 1914 – 11 août 1915
- 4e armée
  - 11 août 1915 – 8 mars 1916
  - 3 janvier – 5 février 1917
  - 11 juin – 8 juillet 1917
  - 28 – 29 mai 1918
  - 19 octobre – 11 novembre 1918
- 5e armée
  - 5 février – 21 avril 1917
  - 21 mai – 6 juin 1917
  - 29 mai – 23 juillet 1918
- 7e armée
  - 23 – 27 juillet 1918
- 8e armée
  - 24 septembre 1917 – 5 janvier 1918
  - 26 mars – 28 mai 1918
  - 27 juillet – 19 octobre 1918
- 10e armée
  - 21 avril – 21 mai 1917

## L'Entre-deux-guerres
La division est dissoute le 4 mai 1929 à Châlons-sur-Marne.

## Seconde Guerre mondiale

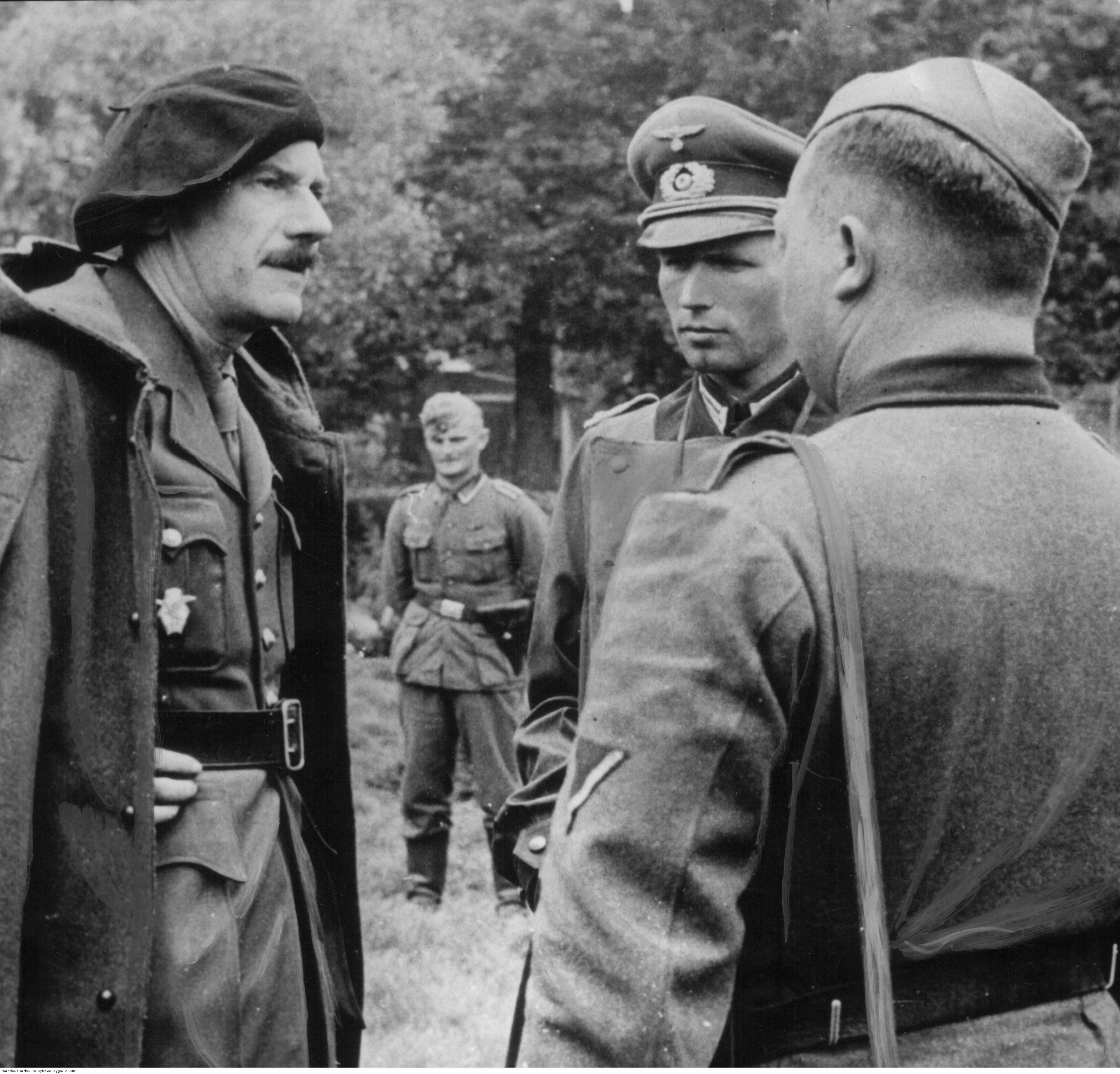
Le général Durand, commandant la, capturé par les Allemands le 19/6/1940.

### Composition
La 40e division d'infanterie se compose d'éléments des 1re et 2e divisions légères de chasseurs du corps expéditionnaire français en Scandinavie :
- 2e demi-brigade de chasseurs alpins (2e DBCA)
  - 9e bataillon de chasseurs alpins (9e BCA) ;
  - 20e bataillon de chasseurs alpins (20e BCA) ;
  - 49e bataillon de chasseurs alpins (49e BCA) ;
- 5e demi-brigade de chasseurs alpins (5e DBCP) :
  - 13e bataillon de chasseurs alpins (9e BCA) ;
  - 53e bataillon de chasseurs alpins (20e BCA) ;
  - 67e bataillon de chasseurs alpins (49e BCA) ;
- 24e demi-brigade de chasseurs à pied (24e DBCP)
  - 3e bataillon de chasseurs à pied (3e BCP) ;
  - 19e bataillon de chasseurs à pied (19e BCP) ;
  - 69e bataillon de chasseurs à pied (69e BCP) ;
- 8e régiment d'artillerie coloniale tracté tout terrain[13] ;
- 208e régiment d'artillerie lourde coloniale[13]

### Historique
La division est constituée les 30 et 31 mai 1940 dans la région de Meulan (aujourd'hui Meulan-en-Yvelines), sous les ordres du général Durand.